# كذبة آرمسترونج
كذبة أرمسترونج هو فيلم وثائقي أمريكي من إخراج أليكس غيبني صدر في 2013، يتحدث عن الدراج لانس آرمسترونج وقضية المنشطات الخاصة به، كان عنوان الفيلم الأصلي "طريق العودة"، أخذ الفيلم اسمه من عنوان صحيفة ليكيب الفرنسية في 23 أغسطس 2005: "لو لم تكذب أرمسترونج"، عرض الفيلم في مهرجان البندقية السينمائي الدولي ال70، وعُرض عرضًا خاص في مهرجان تورونتو السينمائي الدولي 2013.

## ملخص
في عام 2009 بدأ أليكس غيبني بالتحضير للفيلم الوثائقي، عن عودة الدراج لانس آرمسترونج بعد أربع سنوات من اعتزاله الرياضة بسبب إصابته بالسرطان. ثم بعد ثلاث سنوات، في أكتوبر 2012 ،جردته الوكالة الأمريكية لمكافحة المنشطات (أوسادا) من ألقابه السبعة التي أحرزها في طواف  فرنسا، بعد أن أعلن آرمسترونج عن خروجه من الصراع القضائي القائم ضده والذي يتهمه بتعاطي المنشطات. وفي 14 يناير 2013، ظهر آرمسترونج مع غيبني ليحكي حول مسيرته، حيث اعترف بأنه تعاطى المنشطات، وزعم بأن الفوز بطواف فرنسا مستحيل من دون استعمال المنشطات.

## المشاركون في العمل
- لانس آرمسترونج
- فرانكي أندرو
- بيتسي أندرو
- ألبيرتو كونتادور
- دانيال كويل
- ميشيل فيراري
- جورج هينكابي
- ستيف مادن
- بيل ستابلتون
- بيل ستريكلاند
- ديفيد والش

يتضمن الوثائقي لقطات من البرنامج اليومي لاري كينغ لايف, ولقطة من أحد حلقات ساوث بارك.

## وصلات خارجية
- كذبة آرمسترونج على موقع IMDb (الإنجليزية)
- كذبة آرمسترونج على موقع ميتاكريتيك (الإنجليزية)
- كذبة آرمسترونج على موقع روتن توميتوز (الإنجليزية)
- كذبة آرمسترونج على موقع نتفليكس (الإنجليزية)
- كذبة آرمسترونج على موقع قاعدة بيانات الأفلام العربية
- كذبة آرمسترونج على موقع ألو سيني (الفرنسية)
- كذبة آرمسترونج على موقع Turner Classic Movies (الإنجليزية)
- كذبة آرمسترونج على موقع بوكس أوفيس موجو (الإنجليزية)
- كذبة آرمسترونج على موقع قاعدة بيانات الأفلام السويدية (السويدية)
- كذبة آرمسترونج على موقع قاعدة بيانات الفيلم (الإنجليزية)